# Gunnar Berglund
Gunnar Herman Berglund, född 9 november 1906 i Helsingborgs stadsförsamling, Helsingborg, död 6 oktober 1992 i Kirsebergs församling, Malmö
, var en svensk målare och tecknare.
Han var son till kontoristen Nils Ludvig Berglund och Anna Bernardia Holmström och fram till 1962 gift med Tina Altea Pietsch (född Olsson).  Berglund studerade vid Skånska målarskolan 1939-1940 och för William Nording på Öland 1942 samt akvarellstudier vid danska konstakademien 1946-1947 samt i London och vid Académie de la Grande Chaumière i Paris 1947. Separat ställde han ut i Kalmar, Malmö, Ystad. Ängelholm och Kristianstad. Han medverkade i samlingsutställningar med Sveriges allmänna konstförening, Göteborgs konstförening och Skånes konstförening. Han medverkade i grupputställningen De tolv i Ystad 1949. Hans konst består av figurer, kustmotiv och landskapsmålningar i olja, tempera, gouache och akvarell samt teckningar. Berglund är representerad vid Malmö museum.